# RKO Pictures
A Radio-Keith-Orpheum (RKO Pictures) egy amerikai filmgyártó és forgalmazó vállalat volt 1928 és 1957 között.

## Története
A többi stúdióhoz képest későn, 1928-ban jelent meg, mikor a stúdiók a hangosfilmre való átállás lázában égtek. Az Amerikai Rádió Társaság a photophone kifejlesztésén dolgozott, de nem talált a stúdiók között partnerre. Az RCA elnöke egy kisebb stúdióhoz fordult. Két évvel később a Photophone cég és egy varieté-színház láncolat egybeolvadásával létrejött az RKO.
David O. Selznick 1931-től két évig irányította a stúdiót, az ő idejében készült a King Kong. Utódja indította útjára a Fred Astaire és Ginger Rogers páros főszereplésével játszódó musicaleket.
George Schafer 1938-ban került a vállalat élére, azzal a tervvel, hogy egy második MGM-et varázsoljon a cégből. Az 1940-es években készült Orson Welles Aranypolgára, és még néhány híres film. A parádés produkciókat felváltották az alacsony költségvetésű "B kategóriás" filmek. Elvétve azonban ebben az időkben is akadtak gyöngyszemek, mint például Jean Renoir This Land is Mine című filmje. Ha nem is saját gyártású, de általuk forgalmazott filmekkel még adódtak nagy sikerek. Samuel Goldwyn hét Oscar-díjjal kitüntetett Életünk legszebb évei című filmje, és néhány Walt Disney klasszikus: a Bambi, a Dumbó és Mickey egér történetek.
1948-tól Howard Hughes lett a cég igazgatója, aki 32 millió dollárért vásárolta fel a céget. Az ő vezetése alatt számolták fel a stúdiót. Első lépésként eladta a vállalat filmszínházait. Az RKO az ötvenes-években még elért néhány sikert filmjeivel, de 1953-ban a veszteségei már 20 millió dollárra rúgtak és végül 1957-ben megszüntették.

## Filmjei
*:közkincs

### 1930-as évek
- Cimarron (1931)
- Bird of Paradise (1932)
- The Most Dangerous Game (1932)
- King Kong (1933)
- Little Women (1933)
- Morning Glory (1933)
- The Last Days of Pompeii (1934)
- Continental (The Gay Divorcee) (1934)
- Of Human Bondage (1934)
- Top Hat (1935)
- Alice Adams (1935)
- A besúgó (1935)
- Swing Time (1936)
- Stage Door (1937)
- Hófehérke és a hét törpe (Snow White and the Seven Dwarfs) (1937, csak forgalmazó)
- Shall We Dance (1937)
- Bringing Up Baby (1938)
- Gunga Din (1939)
- The Hunchback of Notre Dame (1939)
- Love Affair (1939)

### 1940-es évek
- Kitty Foyle – Egy nő története (1940)
- Pinokkió (Pinocchio) (1940, csak forgalmazó)
- My Favorite Wife (1940) (a 20th Century Fox feldolgozta 1962-ben és 1963-ban)
- Fantázia (Fantasia) (1940, csak forgalmazó)
- Aranypolgár (Citizen Kane) (1941, az RKO legnagyobb bevételű filmjei)
- Gyanakvó szerelem! (Suspicion!) (1941; utána: Warner Bros.)
- The Little Foxes (1941, csak forgalmazó)
- Dumbo (1941, csak forgalmazó)
- Cat People (1942) (az Universal Pictures feldolgozta 1982-ben)
- Bambi (1942, csak forgalmazó)
- Magnificent Ambersons (1942)
- Saludos Amigos (1942, csak forgalmazó)
- Mr Lucky (1943)
- A három lovag (1944, csak forgalmazó)
- The Bells of St. Mary's (1945)
- Az élet csodaszép* (1946, csak forgalmazó; utána: Paramount Pictures)
- Make Mine Music (1946, csak forgalmazó)
- Forgószél! (Notorious!) (1946; utána: The Criterion Collection)
- The Spiral Staircase (1946)
- Életünk legszebb évei (The Best Years of Our Lives) (1946, csak forgalmazó)
- Crossfire (1947)
- Mickey egér, Donald kacsa és Goofy Csodaországban (1947, csak forgalmazó)
- They Live by Night (1948)
- Apacserőd (1948)
- Melody Time (1948, csak forgalmazó)
- I Remember Mama (1948)
- Holiday Affair (1949)
- Ichabod és Mr. Toad kalandjai (1949, csak forgalmazó)
- Sárga szalagot viselt* (1949)

### 1950-es évek
- Hamupipőke (1950, csak forgalmazó)
- Treasure Island (1950, csak forgalmazó)
- On Dangerous Ground (1951)
- His Kind of Woman! (1951)
- Alice Csodaországban (1951, csak forgalmazó)
- Happy Go Lovely* (1951)
- The Narrow Margin (1952)
- Angel Face (1952)
- Jack and the Beanstalk* (1952, csak gyártó; forgalmazó: Warner Bros.)
- The Story of Robin Hood and His Merrie Men (1952, csak forgalmazó)
- Pán Péter (1953, csak forgalmazó)
- Oklahoma! (1955, csak forgalmazó volt, és csak az első forgalmazáskor; utána: 20th Century Fox)
- While the City Sleeps (1956)
- The Naked and the Dead (1958, csak gyártó; forgalmazó: Warner Bros.)